# Salvatore Bagni
Salvatore Bagni (Correggio, 1956. szeptember 25. –) olasz válogatott labdarúgó.

## Pályafutása

### Klubcsapatban
Pályafutását a Serie D-ben szereplő Carpiban kezdte (1975–77). Innen igazolt 1977-ben a Serie A-ban szereplő Perugiához, ahol négy szezont töltött. 1981-ben az Internazionale igazolta le, mellyel megnyerte az 1981–82-es olasz kupát.
1984-ben a Napoli csapatához került, melynek színeiben 1987-ben megnyerte az olasz bajnokságot és a kupát is. A klub történetében ez volt az első alkalom, hogy ugyanabban az évben bajnoki címet és kupagyőzelmet ünnepelhettek. A Napoliban gyakran játszott Fernando De Napoli társaságában a középpályán, a csapat irányítója Diego Maradona mögött.
A későbbiekben még eltöltött egy szezont (1988–89) a Serie B-ben szereplő Avellinóban, mielőtt visszavonult.

### A válogatottban
Az olasz U21-es válogatottban 1978 és 1980 között 12 mérkőzésen ötször volt eredményes. Két U21-es Európa-bajnokságon vett részt 1978-ban és 1980-ban. Tagja volt az 1984. évi nyári olimpiai játékokon részt vevő válogatott keretének, mellyel a negyedik helyen végeztek.
1981 és 1987 között 41 alkalommal szerepelt az olasz válogatottban és 5 gólt szerzett. 1981. január 6-án mutatkozott be egy Hollandia elleni 1–1-es döntetlen alkalmával az 1980-as Mundialiton, Montevideóban. Első gólját a nemzeti csapatban Mexikó ellen (5–0) szerezte 1984. február 4-én. Mindössze 20 másodperc telt el a kezdés után, amikor betalált, így az ő nevéhez fűződött a leggyorsabb gól, amit olasz játékos szerzett. A rekordot 29 évvel később 2013-ban egy Haiti elleni barátságos mérkőzésen sikerült megtörni Emanuele Giaccherini révén.
Részt vett az 1986-os világbajnokságon.

## Sikerei, díjai
Internazionale
- Olasz kupa (1): 1981–82

Napoli
- Olasz bajnok (1): 1986–87
- Olasz kupa (1): 1986–87

## Külső hivatkozások
- Salvatore Bagni – a FIFA adatbázisában
- Salvatore Bagni adatlapja a National-Football-Teams.com oldalon (angolul)

- Salvatore Bagni (angol nyelven). FootballDatabase.eu
- Salvatore Bagni (angol nyelven). eu-football.info
- Salvatore Bagni (olasz nyelven). figc.it, FIGC. [2012. január 11-i dátummal az eredetiből archiválva]. (Hozzáférés: 2018. július 20.)